# الحروب الفنلندية المبكرة

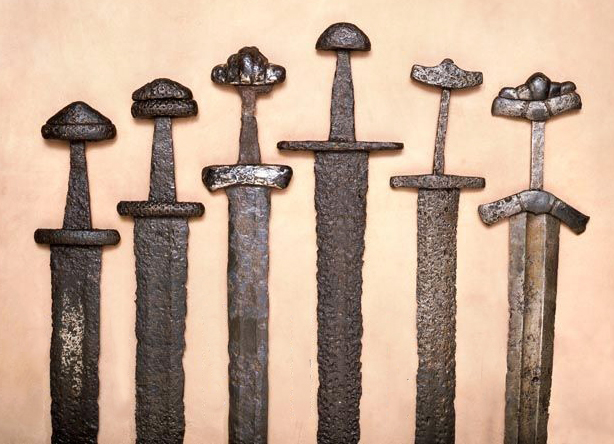

هناك أوصاف متفرقة للحروب الفنلندية المبكرة، والصراعات التي شاركت فيها القبائل الفنلندية، والتي وقع بعضها قبل العصور الوسطى. نجت أقدم الروايات التاريخية للنزاعات التي تورطت فيها القبائل الفنلندية، مثل تافاستيانس وكاريليان والبروبر الفنلنديون والكفينس في الملاحم الآيسلندية وفي السجلات التاريخية الألمانية والنرويجية والدنماركية والروسية وكذلك في الأساطير السويدية وفي المخطوطات المكتوبة على لحاء نباتات القضبان. أهم المصادر هي سجلات نوفوغرود الأولى والسجلات الأساسية وسجلات إيرك.
عُرفت التحصينات في فنلندا منذ العصر الحجري فصاعدًا. في يلي-لي بجانب نهر ليوكي، توجد قلعة كيريكي التي تعود إلى العصر الحجري، والتي بُنيت على الخرائب وحُصنت بالحسيكة. عُثر أيضًا على ما يقرب من 40 كنيسة عملاقة من العصر الحجري الحديث (3500-2000 قبل الميلاد) في الساحل الشمالي الغربي لفنلندا والتي قد تكون بمثابة تحصينات. عُثر أيضًا على تلال من العصر البرونزي من فنلندا، مثل هاوتفوري في لايتيلا وفانهايلانا في لييتو. وفقًا للاكتشافات الأثرية، أكِد على القتال والتسلسل الهرمي العسكري في فنلندا في العصر الميروفنجي. أصبحت التلال المحصنة أكثر شيوعًا من العصر الحديدي فصاعدًا. وفقًا لأقدم الوثائق التاريخية في العصور الوسطى، كانت القبائل الفنلندية حول بحر البلطيق غالبًا في صراع مع بعضها وكذلك ضد الكيانات الأخرى في المنطقة. أقدم الآثار التاريخية للصراعات في فنلندا هي الرونستون جي إس 13 و يو 582 والتي يعود تاريخها إلى أوائل القرن الحادي عشر. تُعد أحجار الرونية إحياءً لذكرى الفايكنج الذين قتلوا في فنلندا. يُذّكر رونستون جي 319، الذي يعود تاريخه إلى أوائل القرن الثالث عشر، أيضًا الفايكنج الذين قُتلوا في فنلندا.